# USS Wasp (CV-7)
«Уосп» (англ. USS Wasp (CV-7), рус. оса) — американский авианосец времён Второй мировой войны, единственный корабль своего типа. Из-за действовавшего тогда Вашингтонского морского соглашения корабль был построен как урезанная версия авианосцев типа «Йорктаун». «Уосп» стал восьмым кораблём ВМС США, носившим такое имя.

## История создания
Заложен 1 апреля 1936 года на судоверфи в Куинси, штат Массачусетс. Спущен на воду 4 апреля 1939 года. 11 октября 1940 года получил 24 P-40 и 9 O-47A.

## История службы

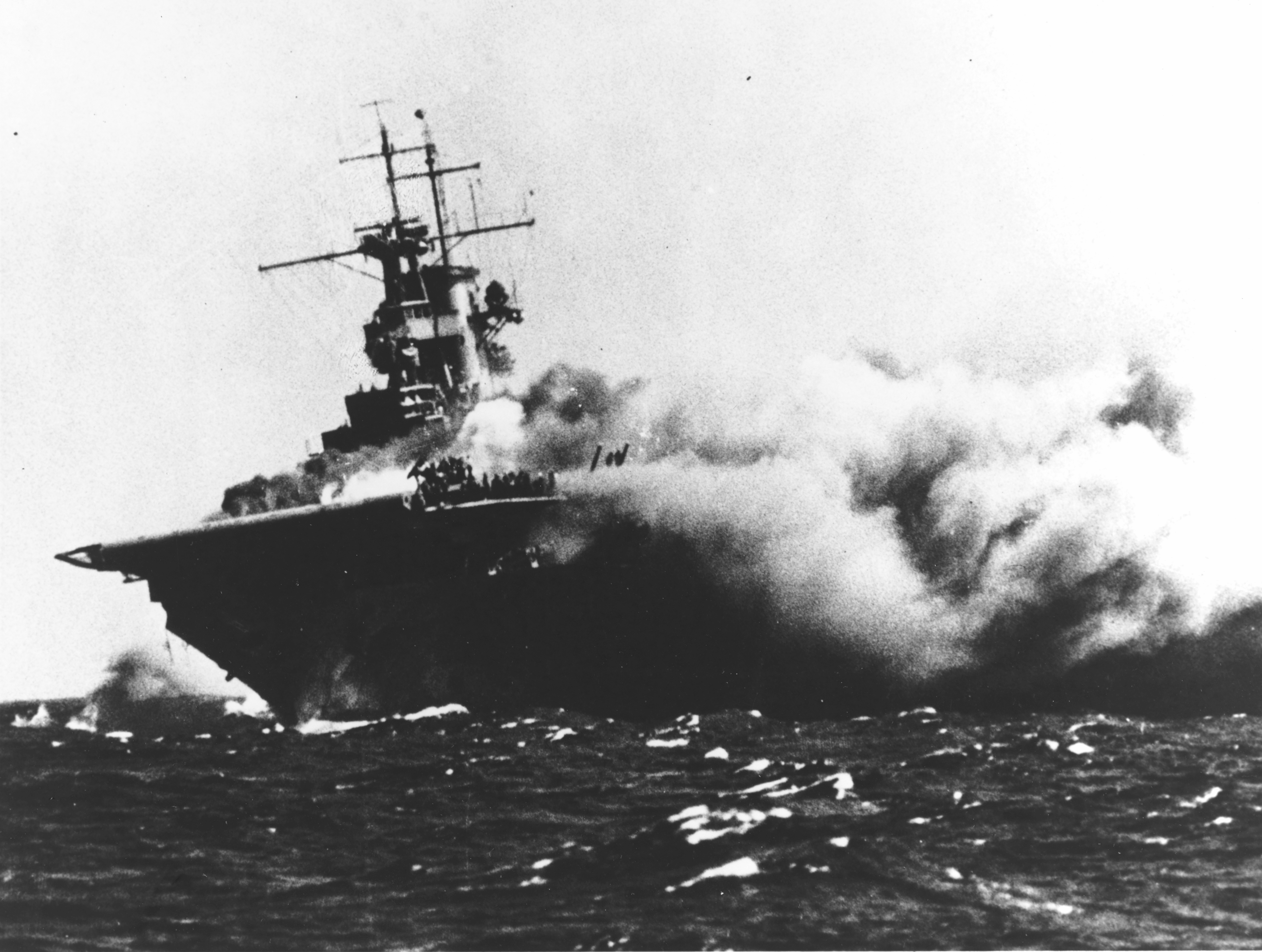
Пожар на корабле, начавшийся после торпедной атаки

В 1940 году авианосец был переведён на Атлантический океан и присоединился к «Нейтральному Патрулю».
Принимал активное участие во Второй мировой войне. Весной 1942 года «Уосп» неоднократно участвовал в доставке скоростных сухопутных истребителей «Спитфайр» из Великобритании на Средиземное море, на осаждённую немцами Мальту. 15 сентября 1942 года в Тихом океане, когда самолёты «Уоспа» прикрывали с воздуха конвой и корабли, его атаковала японская подлодка I-19 (командир Такакадзу Кинаси). В результате атаки в корабль попали две или три торпеды. Так как спасти авианосец было невозможно, его затопил торпедами эсминец «Лэнсдаун».

## Командиры
- капитан Джон Ривз (John W. Reeves, Jr.) (25 апреля 1940 – 31 мая 1942)
- капитан Форрест Шерман (Forrest P. Sherman) (31 мая – 15 сентября 1942)

## Обнаружение
Останки затонувшего авианосца были обнаружены 14 января 2019 года экспедицией, базировавшейся на научно-исследовательском судне Petrel (экспедиция финансировалась фондом Пола Аллена и на протяжении нескольких лет занималась обнаружением и исследованием кораблей, затонувших в ходе Второй Мировой Войны на Тихоокеанском театре военных действий). Обломки, обнаруженные и исследованные при помощи автономного глубоководного аппарата, находятся на глубине в 4345 метров. Надстройки затонувшего корабля сильно повреждены, но корпус судна хорошо сохранился. Помимо обломков самого авианосца, были обнаружены и фрагменты самолётов, базировавшихся на его борту.